# Spitzkopfskink
Der Spitzkopfskink (Eumeces obsoletus, Syn.: Plestiodon obsoletus) ist eine der größten Skinkarten auf dem nordamerikanischen Kontinent. Die Zuordnung zur Gattung Eumeces ist umstritten.

## Merkmale
Er wird bis zu 35 cm lang, bleibt meist aber wesentlich kleiner. Der Körper ist langgestreckt, der Kopf kurz und zugespitzt. Auf dem Rücken und an den Seiten sind die Tiere hellgrau, die Schuppen sind schwarz umrandet und bilden auf dem Rücken Streifen. Der Bauch ist fahlweiß und ungefleckt. Die Schuppen an den Seiten verlaufen schräg zu den Rückenschuppen. Sie bilden kurze Längsstreifen, die an die Rückenstreifen anschließen. Es gibt auch einfarbige Exemplare. Junge Spitzkopfskinke sind schwarz mit einem blauen Schwanz.

## Verbreitung

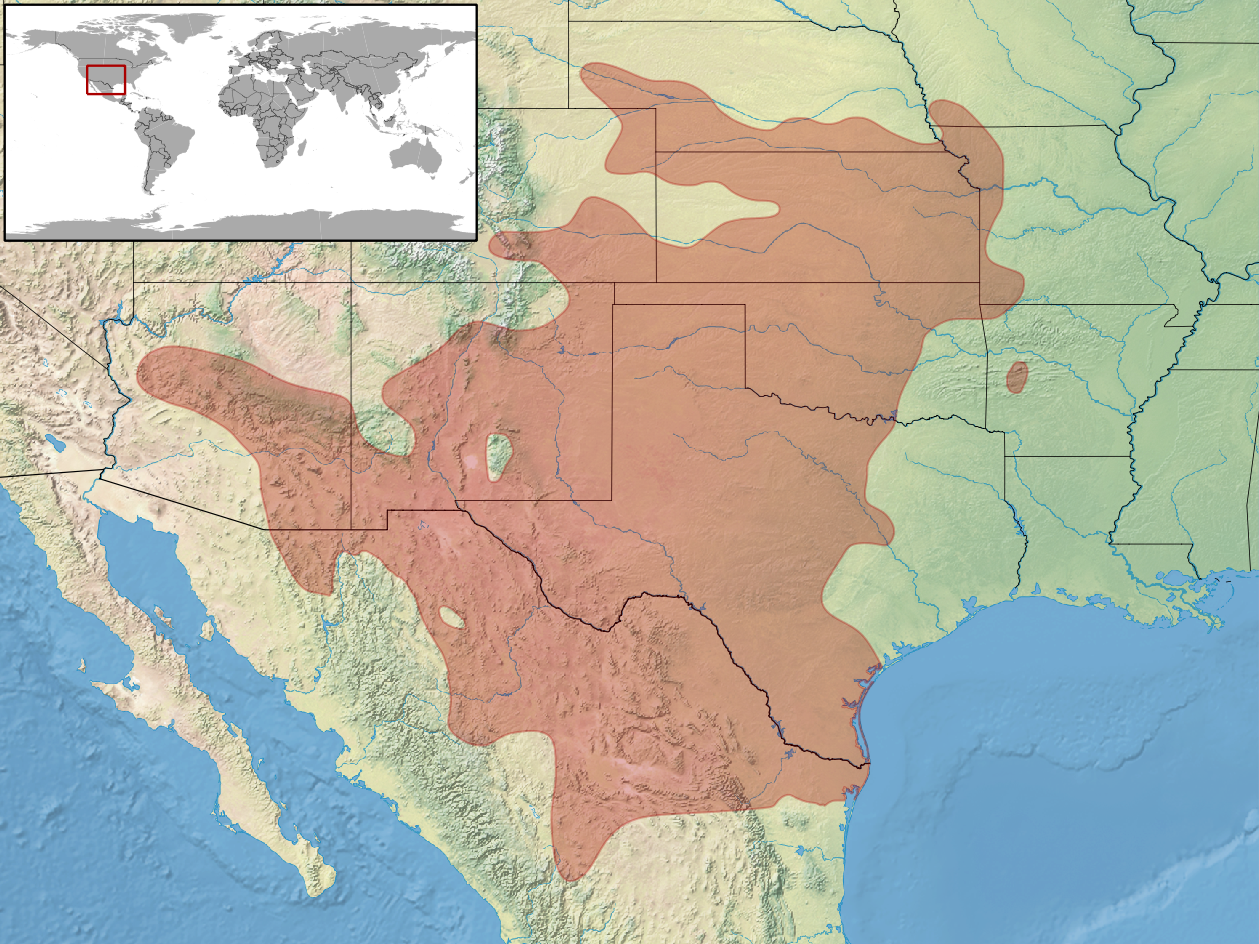
Verbreitungsgebiet

Der Spitzkopfskink kommt im Gebiet der Great Plains in Colorado, Arizona, New Mexico, Texas, im südwestlichen Iowa, im südöstlichen Wyoming und in Mexiko vor. Er bevorzugt offenes, von Felsen bestandenes Grasland und kann bis in Höhen von 2000 Metern angetroffen werden.

## Lebensweise
Spitzkopfskinke sind tagaktiv und leben sehr versteckt. Sie fressen Insekten, deren Larven und Eier. Die Tiere beenden normalerweise gegen Ende März die Winterruhe. Die Paarung findet im April oder Mai statt. Einige Wochen danach legt das Weibchen 7 bis 21, etwa 16 × 11 mm große Eier unter Steinen oder in einem anderen Versteck ab. Es bewacht und wendet die Eier, gräbt sie bei Trockenheit tiefer ein oder benetzt sie mit Urin. Die frisch geschlüpften, etwa 7 cm langen Jungtiere werden in den ersten Lebenstagen gegen Feinde verteidigt.